# Foča (regio)
Foča (Servisch: Фочанска регија/Fočanska regija) is een van de zeven regio's van de Servische Republiek in Bosnië en Herzegovina, vernoemd naar het bestuurscentrum Foča. De regio ligt in het oosten van het land aan de grens met Servië en Montenegro.
Tussen 1992 en 2004 heetten de stad en de regio Foča officieel Srbinje (letterlijk: Plaats van de Serviërs, van Srbi, Serviërs en -nje als Slavisch plaatsbepalend achtervoegsel). Het Constitutioneel Gerechtshof van Bosnië en Herzegovina verklaarde deze naam in 2004 ongrondwettelijk, omdat Srbinje suggereert dat Foča alleen aan het Servische bevolkingsdeel van het land toebehoort. Dit was in 1995 ook het geval omdat alle niet-Serviërs in 1992 al waren vermoord of verdreven. Tijdens de Bosnische Oorlog was Foča het toneel van talloze oorlogsmisdaden zoals martelingen, massamoorden en massaverkrachtingen, begaan door het leger en politie van de zelf uitgeroepen Servische Republiek. Enkele schuldigen zijn inmiddels berecht door het Joegoslavië-tribunaal.